# Koclířov (sjö)
Koclířov är en sjö i Tjeckien.   Den ligger i regionen Södra Böhmen, i den centrala delen av landet, 120 km söder om huvudstaden Prag. Koclířov ligger 425 meter över havet. Arean är 1,7 kvadratkilometer. Den ligger vid sjön Tisý. Trakten runt Koclířov består till största delen av jordbruksmark. Den sträcker sig 2,6 kilometer i nord-sydlig riktning, och 1,3 kilometer i öst-västlig riktning.